# Cieszyce, West Pomeranian Voivodeship
Cieszyce [t͡ɕɛˈʂɨt͡sɛ] (tiếng Đức: Karolinenhof) là một ngôi làng thuộc khu hành chính của Gmina Brojce, thuộc quận Gryfice, West Pomeranian Voivodeship, ở phía tây bắc Ba Lan. Nó nằm khoảng 2 kilômét (1 mi) phía tây bắc Brojce, 13 km (8 mi) về phía đông bắc của Gryfice và 80 km (50 mi) về phía đông bắc của thủ đô khu vực Szczecin.
Trước năm 1637, khu vực này là một phần của Duchy of Pomerania. Đối với lịch sử của khu vực, xem Lịch sử của Pomerania.
Làng có dân số 42 người.